# Zied Boughattas
Zied Boughattas (Monastir, 5 de dezembro de 1990) é um futebolista profissional tunisiano que atua como defensor.

## Carreira
Zied Boughattas representou o elenco da Seleção Tunisiana de Futebol no Campeonato Africano das Nações de 2017.